# Lincoln Hall
Lincoln Ross Hall (ur. 19 grudnia 1955, zm. 20 marca 2012 w Sydney) – australijski wspinacz i pisarz. Jest autorem książki Biała otchłań opowiadającej o pierwszej australijskiej wyprawie na Mount Everest. Podczas gdy reszta ekipy zdobyła szczyt, Hall był zmuszony zawrócić blisko szczytu z powodu choroby wysokościowej. Zdobył jednak szczyt z inną ekspedycją w 2006 roku.
Hall mieszkał w Górach Błękitnych w stanie Nowa Południowa Walia w Australii wraz z żoną i dwoma synami. Był założycielem i dyrektorem Australijskiej Fundacji Himalajskiej. Jest także autorem książek Strach bez granic: Droga na Everest i dalej, oraz biografii himalaistki Sue Fear, która zginęła w 2006 roku podczas zejścia ze szczytu ośmiotysięcznika. Jego własna autobiografia Dead Lucky trafiła do publikacji w maju 2007.

## Akcja ratunkowa na Evereście
25 maja 2006 roku podczas zejścia po udanym zdobyciu Mount Everestu poczuł się źle na tyle, że nie mógł kontynuować zejścia z wysokości ponad 8000 m. Powodem złego samopoczucia było zapadnięcie na chorobę wysokościową, w efekcie czego Hall nie mógł dalej iść o własnych siłach, miał halucynacje, był w stanie oszołomienia. Kilkugodzinne próby namówienia go do kontynuowania zejścia przez towarzyszących mu Szerpów nie dały rezultatu. Zapadał zmrok, jego zapasy tlenu kończyły się, dodatkowo Hall miał objawy ślepoty śnieżnej. Kierownik wyprawy Aleksander Abramow polecił Szerpom pozostawić bliskiego śmierci Halla, schodzić na dół do obozu i ratować własne życie. Jakiś czas później opublikowano wiadomość o śmierci wspinacza.
Jednak następnego dnia, o 7 rano (12 godzin później) grupa wspinaczy podążająca w kierunku szczytu odnalazła Lincolna żywego na wysokości 8530 m. W skład grupy wchodzili Daniel Mazur – lider grupy (USA), Andrew Brash (Kanada), Myles Osborne (Anglia) oraz Jangbu Sherpa (Nepal). Myles Osborne tak opisuje tę scenę tuż pod Drugim Uskokiem:
„Na lewo od ścieżki, ok. pół metra od krawędzi 3-kilometrowej przepaści siedział człowiek. Żywy, przytomny, siedział ze skrzyżowanymi nogami, zajęty zmienianiem koszuli. Miał rozpięty do pasa kombinezon, ramiona wyjęte z rękawów, nie miał czapki, rękawic, ani gogli przeciwsłonecznych, nie miał maski ani butli tlenowej, regulatora, czekana, ani śpiwora, ani materaca, bez jedzenia i picia. 'Wyobrażam sobie, że jesteście zaskoczeni widząc mnie tu’ – powiedział. Cała sytuacja była dla nas całkowicie nieprawdopodobna. Oto jest człowiek z krwi i kości, który spędził noc bez tlenu, sprzętu i odpowiedniego ubrania na wysokości 8600 m. I co najważniejsze żywy.”
Dan Mazur i jego zespół przerwali wspinaczkę by podjąć próbę uratowania Halla, który miał liczne odmrożenia oraz halucynacje związane z chorobą wysokościową. Wspinacze zawiadomili grupę Abramowa o napotkanej sytuacji. Kierownik ekspedycji Lincolna wysłał w górę grupę ratunkową składającą się z 12 Szerpów. W skład grupy wchodzili Nima Wangde Sherpa, Passang Sherpa, Furba Rushakj Sherpa, Dawa Tenzing Sherpa, Dorjee Sherpa, Mingma Sherpa, Mingma Dorjee Sherpa, Pemba Sherpa, Pemba Nuru Sherpa, Passang Gaylgen Sherpa i Lakcha Sherpa.
Hall został sprowadzony na dół w kierunku obozu na Przełęczy Północnej, gdzie rosyjski lekarz udzielił mu pierwszej pomocy. Następnego dnia przybył do obozu bazowego w miarę dobrej kondycji, mimo wielu odmrożeń i objawów obrzęku mózgu.
Uratowanie Halla było wyczynem nadzwyczajnym i bezprecedensowym, zwłaszcza w okresie, gdy głośno komentowana była sprawa Davida Sharpa, który zginął 10 dni wcześniej pozbawiony pomocy na wysokości 8400 m. Sharpa minęło wówczas około czterdziestu wspinaczy w drodze na szczyt. Daniel Mazur swą postawę ratującą życie drugiego człowieka poświęcając próbę zdobycia szczytu podsumował tymi słowami: Szczyt wciąż tam jest i jeszcze będą okazję, żeby go zdobyć. Lincoln ma tylko jedno życie.
Historia ta została przedstawiona w jednym z odcinków serialu dokumentalnego I Shouldn’t Be Alive.

## Śmierć
Lincoln Hall zmarł 20 marca 2012 roku w szpitalu w Sydney. Przyczyną śmierci był międzybłoniak.